# Joachim Georg Creutzfelder
Joachim Georg Creutzfelder (* 1622 vermutlich in Nürnberg; † 27. April 1702 in Pfedelbach; auch Creuzfelder, Kreuzfelder und Kreutzfelder geschrieben) war ein deutscher Maler des Barocks.

## Leben und Werk
Graf Georg Friedrich zu Hohenlohe-Weikersheim schloss mit dem ehrsamen und kunstreichen Bürger und Maler zu Hall, Johann Schreyer, einen Ausbildungsvertrag ab. Der Graf hatte sich entschlossen, einen Jungen namens Joachim Georg Creutzfelder von Nürnberg die Kunst der Malerei lernen zu lassen und die Unkosten aus Gnädiger Wohlmeinung darzugeben. Die Ausbildungszeit erstreckte sich auf 4 Jahre. Der Lehrherr sollte den Jungen mit Speise und Lagerstatt versehen. Er versprach, ihm die Kunst der Malerei treulich zu unterrichten. Der junge Creutzfelder erhielt eine gediegene Ausbildung und ließ sich 1650 in Pfedelbach als Gerichts- und Heiligenpfleger nieder. In der Zeit des Aufbaus zur Residenz gab es in Pfedelbach auch für einen Kunstmaler Arbeit. So konnte sich Creutzfelder 1655 in Pfedelbach ein Haus bauen, dort, wo sich heute das Haus Hauptstraße 36 befindet.
Ein Prunkstück von Schloss Neuenstein ist die von Creutzfelder geschaffene farbenprächtige Kassettendecke im Großen Saal. Sie befand sich ursprünglich im Kirchberger Schloss, wurde 1953 an ihren heutigen Platz verbracht und von Prinz Constantin um einige Bilder vermehrt, um den vorhandenen Platz zu füllen. Creutzfelder gibt sich auf diesem Bild selbst zu erkennen. Bekannt wurde Creutzfelder auch durch seine Zeichnungen von Ortsansichten und Gebäuden.
Creutzfelder lebte nicht allein von seiner Kunst. Auch als Anstreicher und Schildermaler verdiente er sein Brot. Er hatte auch Ställe mit Vieh, Wiesen, Äcker und etwas Weinberg. Von hoher Qualität sind die von ihm gezeichneten Landkarten, auf denen die Gebäude in perspektivischer Richtigkeit zu erkennen sind. Das Deckengemälde im Bürgersaal (im Pfedelbacher Schloss) stammt ebenfalls von Creutzfelder. Neben der großen Deckenmalerei hat er auch zahlreiche Einzelbilder und Stiche geschaffen. Stiche von ihm finden sich in den Leichenpredigten für Angehörige der Neuensteiner und Waldenburger Linie des Hauses Hohenlohe. Auch Porträts der Grafen und ihrer Familien stammen von seiner Hand.
Zwei Söhne von seinen insgesamt 11 Kindern wurden wieder Maler. Lienhardt Florian wohnte weiter in Pfedelbach und war zu Beginn des 18. Jahrhunderts beim Schlossbau in Ingelfingen beschäftigt.
Im Jahre 2006 wurde das Gemälde Allegorisches Porträt der Brüder Philipp Albert und Wilhelm Heinrich von Limpurg von Creutzfelder bei Sotheby’s in New York versteigert.

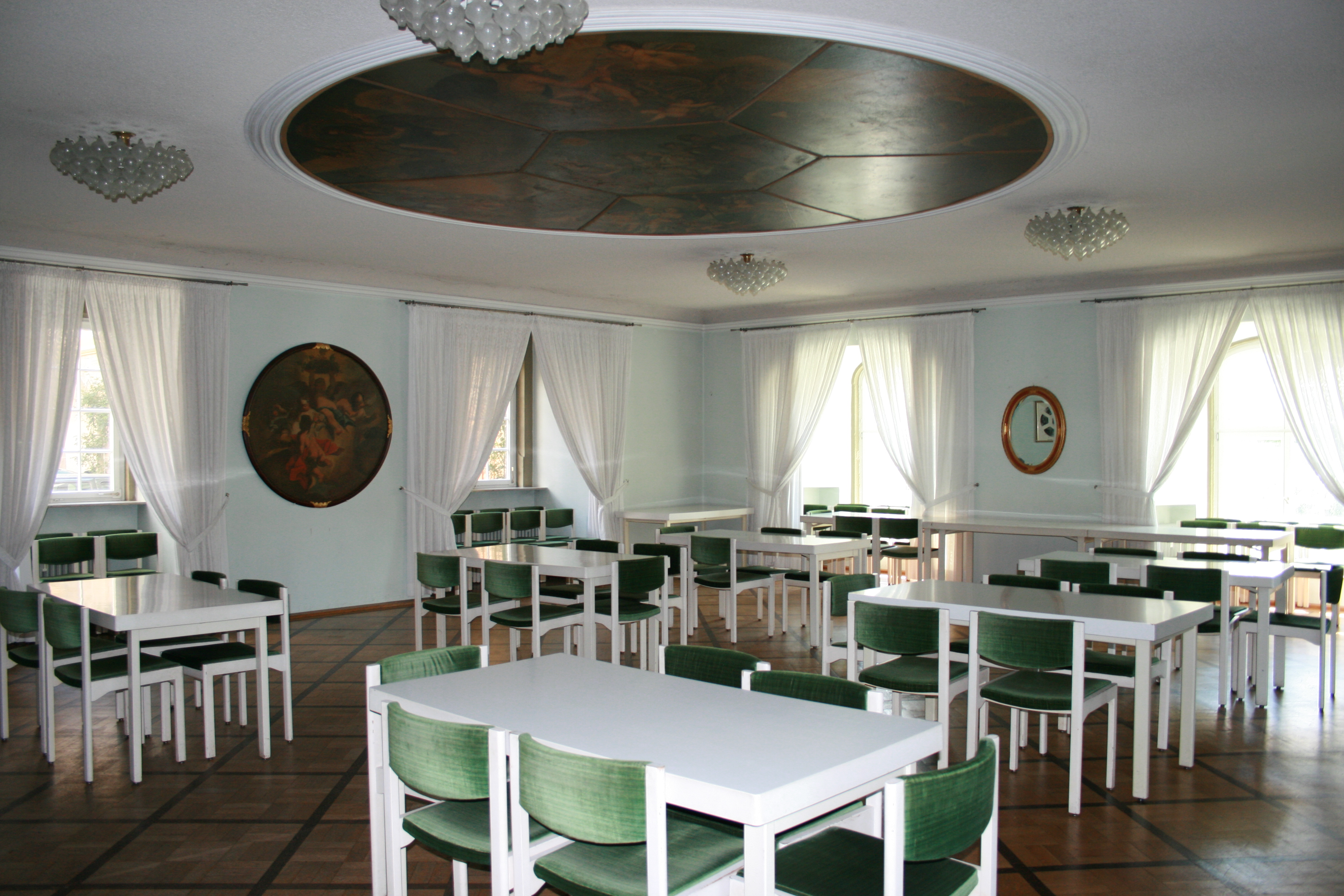
Der Bürgersaal mit Gemälden von Creutzfelder
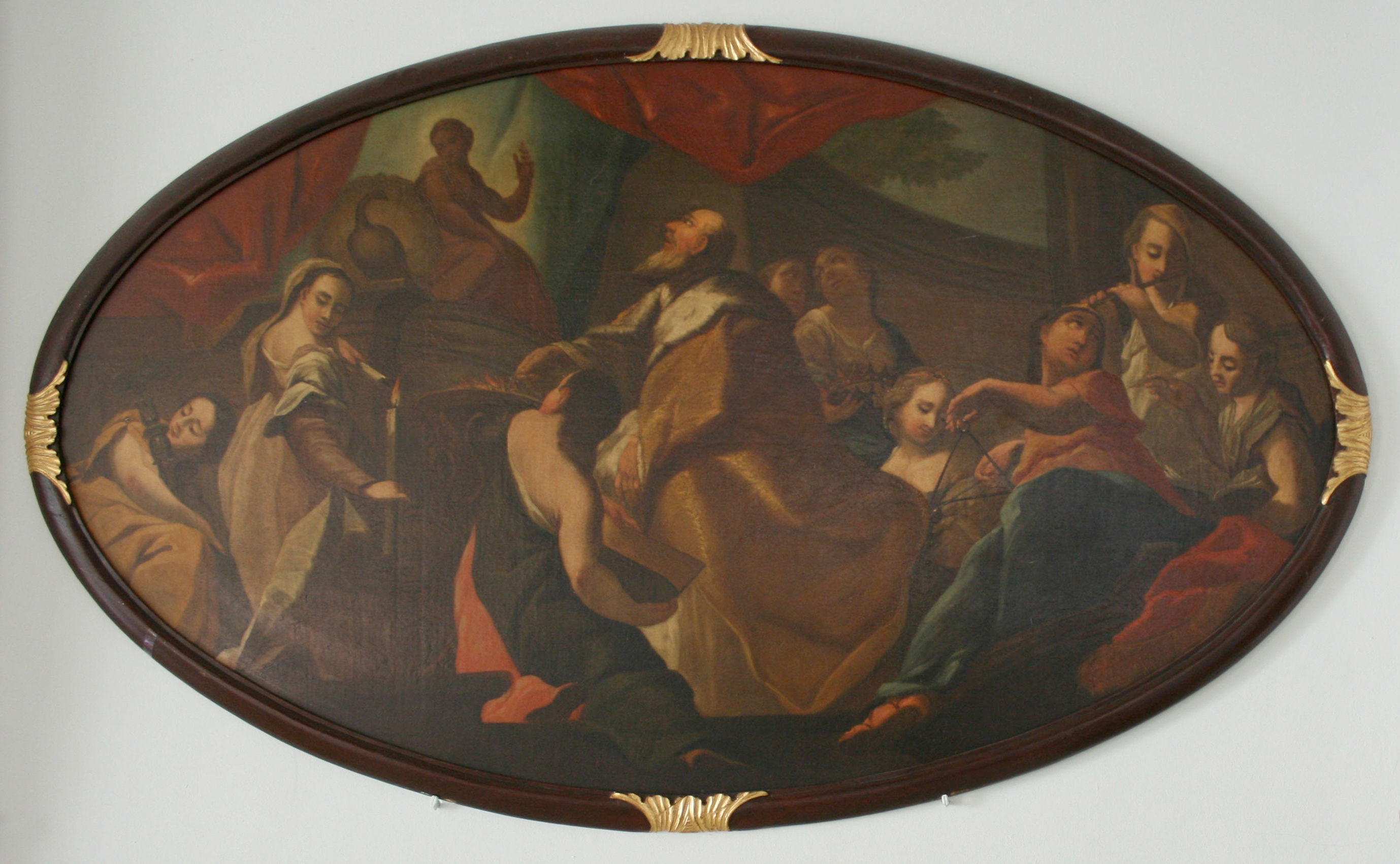
Gemälde von Joachim Georg Creutzfelder
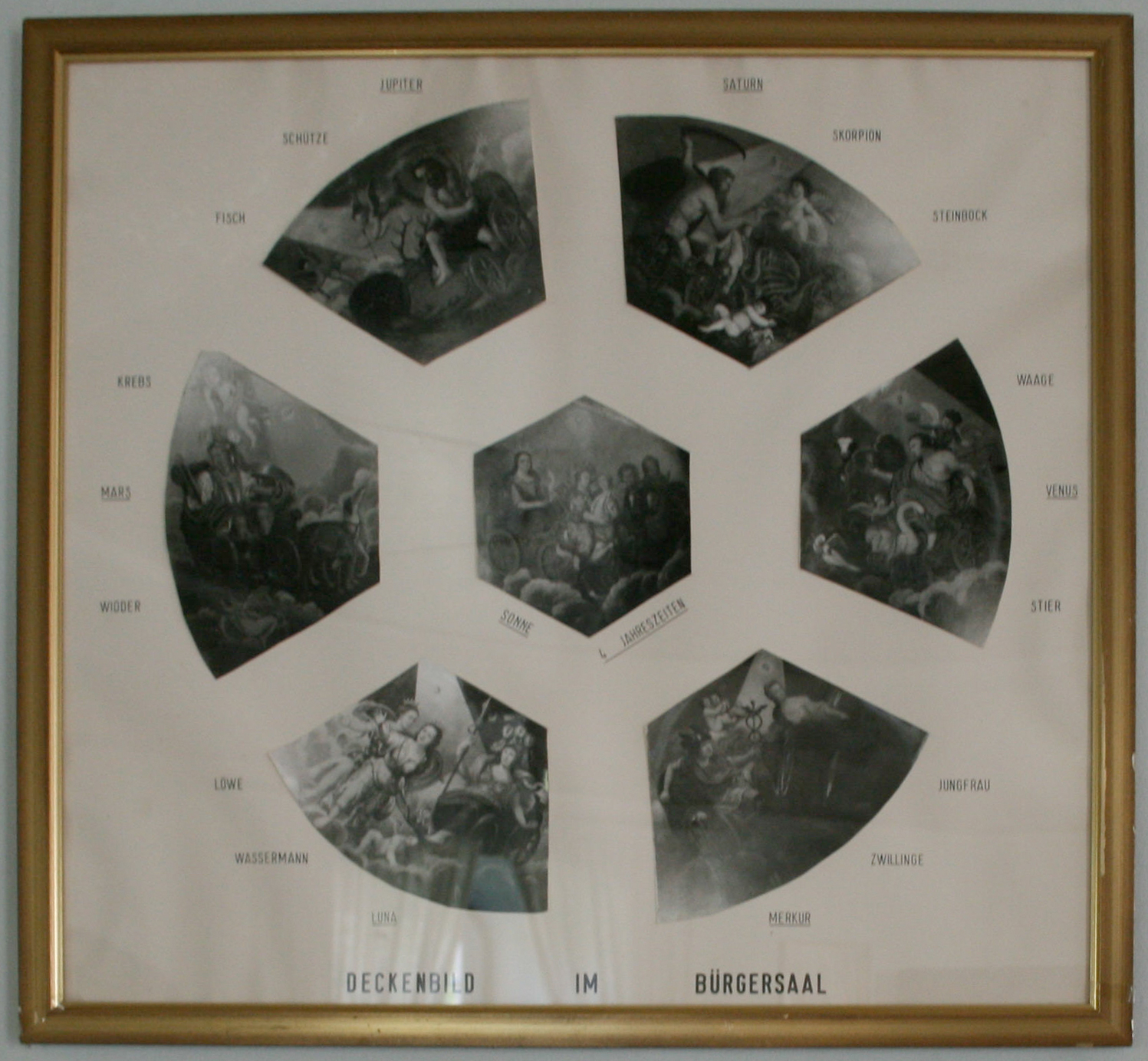
Erklärung des Deckgemäldes im Bürgersaal des Pfedelbacher Schlosses

## Ehrungen
In Pfedelbach wurden die Grund- und Hauptschule mit Werkrealschule, eine Sporthalle und eine Straße nach Creutzfelder benannt. Im August 2015 wurde ein Schulverbund aus der Creutzfelder-Schule und der Realschule Pfedelbach gebildet. Er erhielt den Namen „Pestalozzi-Schule Pfedelbach“.